# Humbug (píseň, Owl City)
Humbug je vánočně zaměřený singl od americké synthpopové skupiny Owl City. Píseň byla napsaná skladatelem, producentem a zpěvákem Adamem Youngem. Na iTunes píseň vyšla 28. listopadu 2016.

## Okolnosti vzniku
Po dlouhé roční odmlce se Adam Young vrátil opět k Owl City.
"Ahoj všichni, chci vám všem z hloubi srdce poděkovat za podporu během posledního roku. Děkuji vám, že jste mi umožnili na chvíli zastavit Owl City, abych se mohl zaměřit na nesmírně důležitý projekt, který jsem chtěl přivést k životu již od svých 16 let. Adam Young Scores byl můj sen a tento rok se díky vaší podpoře stal skutečností."
25.11.2016 se na Adamových profilech na sociálních sítích objevuje toto jeho vyjádření velkého díky všem hootowls za podporu, které se mu dostalo, a na oplátku Adam oznámil, že na oficiálních stránkách Owl City je volně ke stažení zbrusu nová vánoční skladba nazvaná Humbug.
Dále je připojeno video, které je možné najít na YouTube.
Píseň Adam popisuje jako ironizující parodii toho, jak jej nakupování vánočních dárku každoročně stresuje. Jak si Adam během nakupování představuje svou rodinu a přátele při rozbalování dárků a jak na nich vidí, že je to špatná barva, špatná velikost, že to po Vánocích vrátí. Je to také (a hlavně) připomínka toho, že největší dárek, který můžete dát těm, na kterých vám nejvíce záleží, je vaše láska.